# ماهی برگ بیدی
ماهی برگ بیدی (نام علمی: Spirinchus lanceolatus) نام یک گونه از سرده سیمین‌درازباله‌ها است.